# Germán Suárez Flamerich
Germán Suárez Flamerich (ur. 10 kwietnia 1907 w Caracas, zm. 24 czerwca 1990 tamże) –
wenezuelski polityk. W latach 1950–1952 pełnił tymczasowo funkcję prezydenta tego kraju po zamordowaniu prezydenta Delago Chalbauda.

## Życiorys
Urodził się 10 kwietnia 1907 w Caracas. Po uzyskaniu doktoratu rozpoczął praktykę adwokacką i prowadził wykłady na uniwersytecie. Kiedy w 1948 roku w Wenezueli doszło do zamachu stanu, który obalił prezydenta Rómulo Gallegosa, Suárez stanął na czele rady doradczej nowej junty sprawującej władzę. W 1949 roku przywódca junty, pułkownik Carlos Delgado Chalbaud, powierzył mu funkcję ministra spraw zagranicznych. W 1950 roku sam Chalbaud zginął w wyniku zamachu. Po jego śmierci Suárez stanął na czele państwa. Jako prezydent usiłował przywrócić w Wenezueli rządy cywilne. Jednak junta wojskowa, kierowana przez pułkownika Marcosa Péreza Jiméneza doprowadziła w 1952 roku do wyborów, które wygrał Jiménez. Suárez opuścił wówczas Wenezuelę i wyemigrował do Europy. Po powrocie do kraju poświęcił się karierze uniwersyteckiej.

## Odznaczenia (lista niepełna)
- Wielki Łańcuch Orderu Oswobodziciela (Wenezuela)
- Krzyż Wielki Orderu Francisco de Miranda (Wenezuela)